# اروين شروت
اروين شروت (بالإسبانية: Erwin Schrott )‏ (و. 1972  م) هو مغني أوبرا، ومغني، وموسيقي من الأوروغواي، وإسبانيا، ولد في مونتفيدو.

## جوائز
حصل على جوائز منها:
- ميدالية الشرف الذهبية للخدمات المقدمة لجمهورية النمسا.

## وصلات خارجية
- اروين شروت على موقع IMDb (الإنجليزية)
- اروين شروت على موقع مونزينجر (الألمانية)
- اروين شروت على موقع ميوزك برينز (الإنجليزية)
- اروين شروت على موقع أول ميوزيك (الإنجليزية)
- اروين شروت على موقع ديسكوغز (الإنجليزية)
- اروين شروت على موقع قاعدة بيانات الفيلم (الإنجليزية)
- اروين شروت في قاعدة بيانات الأفلام على الإنترنت